# 마누엘 노이어
마누엘 페터 노이어(독일어: Manuel Peter Neuer, 독일어 발음: [ˈmaːnu̯eːl ˈnɔʏ.ɐ, -ɛl -], 1986년 3월 27일~)는 독일의 축구 선수로, 포지션은 골키퍼이다. 현재 바이에른 뮌헨의 주장이며, 역대 최고의 골키퍼 중 한 명으로 널리 인정받는다.
페널티 에이리어를 넘어 수비수들이 있는 공간을 커버하고 골문을 비우고 달려나와 적극적으로 공격수들의 공격 기회를 차단하는 능력이 뛰어나 스위퍼 키퍼의 대명사로 불리며 국제축구역사통계연맹으로부터 2011년부터 2020까지 10년 동안 가장 높은 활약을 펼친 골키퍼 상을 받았다.
골키퍼로서는 드물게도 골키퍼 이외의 포지션, 즉 필드 플레이어로서의 실력도 국가대표급으로 잘한다.

## 어린 시절

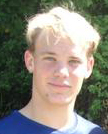
마누엘 노이어 (2005년)

노이어는 고향 클럽 FC 샬케 04의 전 연령대의 유소년팀을 거치며 성장했고 2005년에 1군으로 승격되었다.

## 구단 경력

### 샬케 04

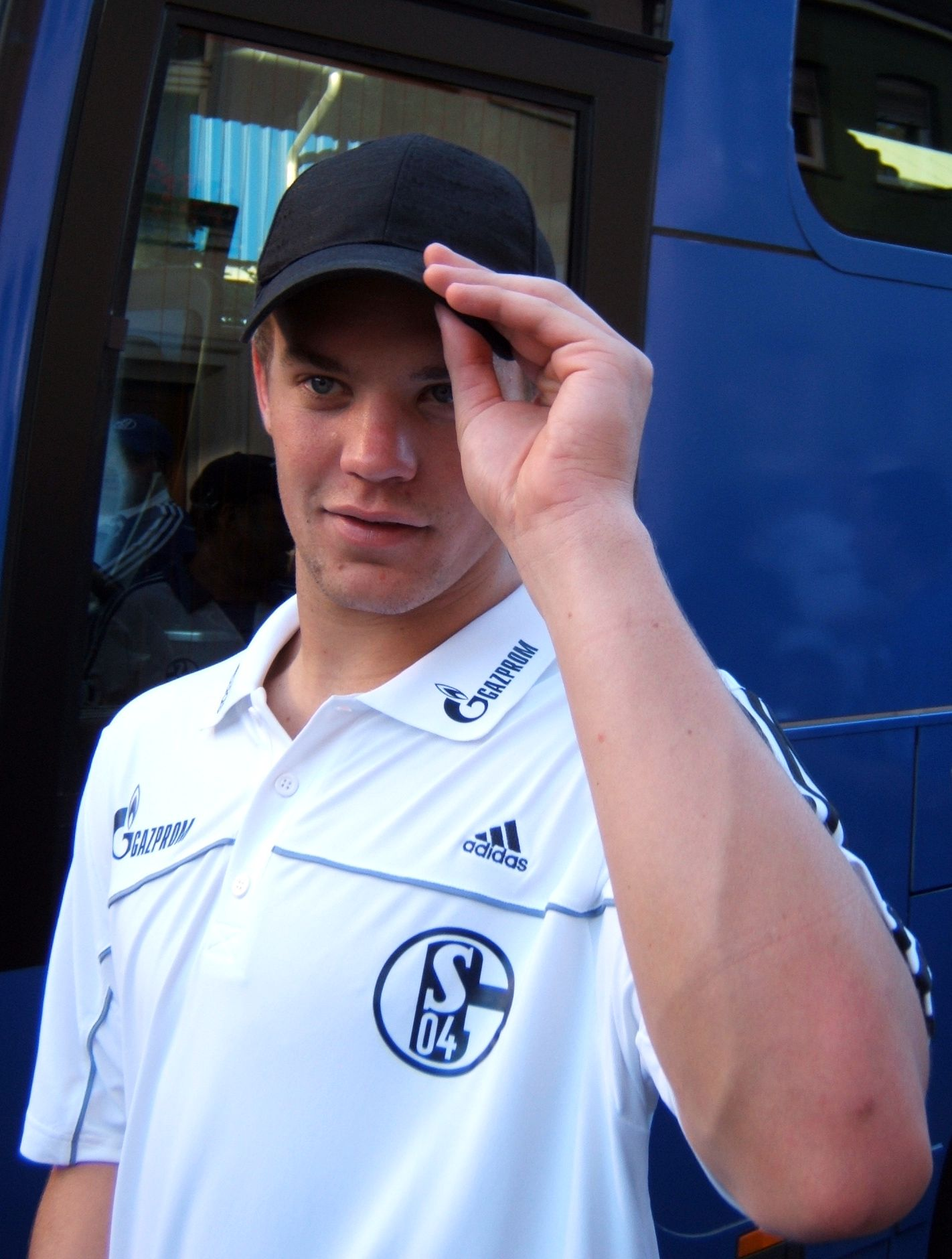
마누엘 노이어 (2007년)

그는 2006-07 시즌에 부상당한 프랑크 로스트 골키퍼를 대신하여 출전하며 분데스리가 첫 출전을 기록하였다. 20세의 나이로 FC 바이에른 뮌헨과의 경기 이후 로스트를 밀어내고 주전 자리를 꿰찼다. 그는 구단의 신뢰를 져버리지 않았고, FC 바이에른 뮌헨과의 경기에서 2-2 무승부를 이끌어냈다. 그는 신예임에도 불구하고, 그의 우상인 옌스 레만의 후계자로써 적임자임을 인증받고, 훗날 독일 축구 국가대표팀에 그의 자리를 가져가게 되었다.
2008년 3월 5일, 그는 UEFA 챔피언스리그 16강전에서 FC 포르투를 상대로 경기 내내 홀로 여러차례 환상적인 선방을 보이며, 승부를 승부차기까지 이어나갔다. 이후, 그는 브루누 알베스와 리산드로 로페스의 킥을 막아내며 팀의 8강행에 공을 세웠다. 그의 영웅적인 행위로, 그는 2007-08 시즌 최우수 골키퍼 후보 명단에 올랐으며, 그는 이 시즌 최연소임과 동시에 유일한 분데스리가 골키퍼였다.
2008-09 시즌은 FC 샬케 04에게 있어 실망스러운 시즌으로 리그를 8위로 마무리하여 UEFA 유로파리그 진출권조차 얻지 못하였다. 그러나, 그는 2009 UEFA U-21 챔피언쉽에서 우수한 활약을 선보이며 FC 바이에른 뮌헨과 링크되었고, 구단 이사장 카를하인츠 루메니게는 이 신예 골키퍼에 관심을 표했다. 샬케의 펠릭스 마가트 신임 감독은 그러나, 노이어가 "다음 시즌에도 샬케에 머물것"이라 하며 이적설을 일축하였다". 11월, 그는 UEFA 올해의 팀 후보로 명명된 다섯명의 골키퍼들 중 유일한 독일 골키퍼였다.

#### 10-11 시즌
UEFA 챔피언스리그에서 꾸준히 좋은 선방을 보여주며 발렌시아와 인테르나치오날레를 격파하는데 기여하였다. 2011년 4월 27일, 맨체스터 유나이티드 FC와의 UEFA 챔피언스리그 4강 1차전에서 노이어는 전반전 내내 맨체스터의 공격을 막아내며 팀 골대를 무실점으로 지켰다. 전반 1분 웨인 루니의 중거리 슈팅을 몸을 던져 쳐낸 것을 시작으로, 하비에르 에르난데스의 두 번의 1대1 기회와 박지성의 아크 부근에서의 슈팅을 모두 쳐냈으며, 안토니오 발렌시아의 페널티 박스 슈팅과 라이언 긱스의 헤딩슛, 그리고 전반 종료직전 긱스의 1대1 기회를 모두 선방해냈다. 팀 수비진의 붕괴 속에서 후반전에 2실점을 내주며 패배했으나 골닷컴과 BBC, 빌트, 키커등 대부분의 언론사는 노이어를 MVP로 선정했다. 올드 트래퍼드에서의 2차전에서도 안데르송과 마이클 오언의 슈팅을 선방해내는 등 좋은 모습을 보여줬으나 팀의 패배를 막진 못했다.
DFB-포칼 4강에서도 다시한번 FC 바이에른 뮌헨을 상대로 수 차례 선방을 보여주며 1-0 승리를 이끌었다. 샬케는 결승전에서 2부 리가의 뒤스부르크를 5대 0으로 격파하며 DFB-포칼컵에서 우승을 차지했다.

### 바이에른 뮌헨

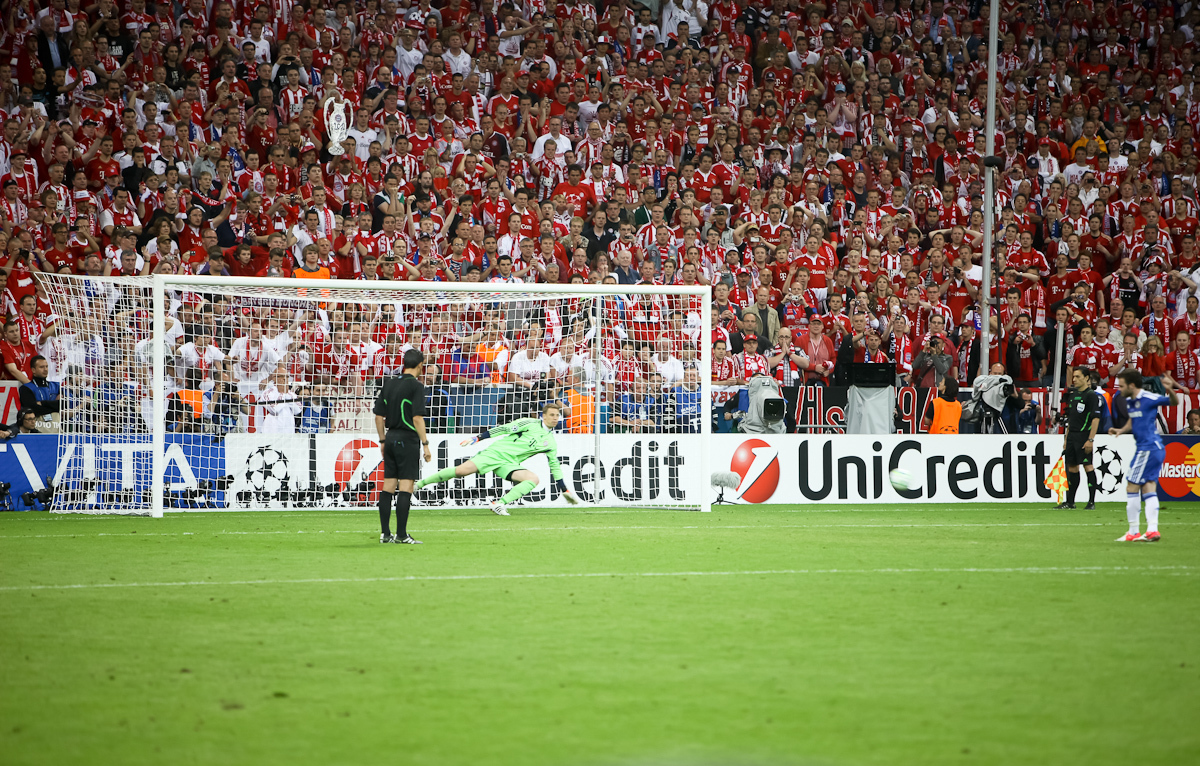

2011년 4월 20일, 그는 샬케와 재계약 하지 않을 것이며 2011-12 시즌에 계약이 만료될 것임을 발표하였다. 유력한 행선지는 올리버 칸의 은퇴 이후 후계자를 찾는 FC 바이에른 뮌헨이었으나 맨체스터 유나이티드 FC 또한 은퇴를 눈앞에 둔 에드빈 판 데르 사르의 대체자로 노이어를 지목하였다. 더구나 맨체스터 유나이티드의 알렉스 퍼거슨 감독은 UEFA 챔피언스리그 4강에서 샬케와 대결하며 노이어의 기량을 직접 확인하며 경기 후 노이어에게 직접 다가가 악수를 청한데다 "노이어 같은 골키퍼는 처음이다."라고 인터뷰까지 했다. 그러나 노이어는 해외 진출에 부정적인 반응을 보였다. "선수 캐리어에서 분데스리가 타이틀을 꼭 획득하고싶다. 해외 여행은 일 년에 두 번이면 충분하다."라고 인터뷰하며 바이에른으로의 이적을 암시했다.
2011년 6월 1일, 샬케와 FC 바이에른 뮌헨은 2011년 7월에 노이어가 바이에른으로 이적할 것임을 합의하였다. 노이어는 2016년 6월까지 유효한 5년 계약을 체결하였다. 이적료는 €22M으로 책정되었으며, 노이어는 역사상 두 번째로 비싼 골키퍼로 이름을 올렸다. 바이에른 팬들은 그에게 처음에 적개심을 보였고 2011년 7월 2일에 바이에른 팬그룹 우두머리들의 회의가 있었다. 다른 것을 제쳐놓고, 이 회의에서 마누엘 노이어는 "정식적인 FC 바이에른 뮌헨의 일원으로 인정되었고, 지지하여야 한다는 주장으로 결론이 내려졌다. 또한, 그에 대한 적개심을 보이지 말아야 한다고 하였다."

#### 11-12 시즌
바이에른에서의 첫 주에서 TSG 1899 호펜하임에 0-0으로 비기기까지, 노이어는 구단 역사상 최장시간 클린시트를 기록하였고, 1000분이 넘게 실점하지 않으며 올리버 칸의 기록을 갱신했다.
2012년 4월, 보루시아 도르트문트 리그 원정 경기에서, 노이어는 도르트문트 팬들의 바나나 세례를 받았다. 이 행위는 전 바이에른 골키퍼 올리버 칸에게 행해졌던 풍습이 노이어에게 이어진 일이다.
2012년 4월 17일, 레알 마드리드 CF와의 UEFA 챔피언스리그 4강전에서 카림 벤제마의 두 번의 슈팅과 크리스티아누 호날두의 1대1 찬스를 막아내는등 연거푸 슈퍼세이브를 보여주며 팀의 2대 1 승리에 공헌했다. 2012년 4월 25일, 다시 한번 레알 마드리드 CF를 상대로 혈전끝에 경기는 승부차기까지 이어졌고, 노이어는 크리스티아누 호날두와 카카의 승부차기를 모두 선방하며, 팀의 결승 진출을 이끌었다. 노이어는 빌트와의 인터뷰에서 "나는 그 상황에 준비했다. 우리 골키핑 코치 토니 타팔로비치는 랩톱 컴퓨터로 호날두가 어떻게 페널티킥을 차는지 보여주셨다. 나는 호날두가 좌측 하단을 노린다는 사실을 알아냈다. 승부차기에서, 나는 그가 이곳을 노릴 것이라고 예측했다."라고 그는 말하였다.
2012년 5월 20일, 홈 구장인 알리안츠 아레나에서 열린 첼시 FC와의 UEFA 챔피언스리그 결승전에서 FC 바이에른 뮌헨은 압도적인 경기를 펼치고도 디디에 드록바에게 통한의 동점골을 내준데다 연장전에서 아르연 로번의 페널티킥 실축 등 악재가 겹치며 승부차기까지 가게되었다. 노이어는 첼시 FC의 첫 번째 키커 후안 마타의 오른쪽 구석을 향한 아웃사이드 슈팅을 바로 선방해냈으며, 본인이 직접 FC 바이에른 뮌헨의 승부차기 세 번째 키커로 나서 상대 골키퍼 페트르 체흐를 상대로 낮게 깔린 슛을 성공시켰다. 그러나 바이에른의 4,5번째 키커 이비차 올리치와 바스티안 슈바인슈타이거가 연이어 실축함으로 인해 홈에서 열린 결승전에서 통한의 패배를 당하게 되며 분데스리가, DFB-포칼, UEFA 챔피언스리그 3개 대회 모두 준우승에 그치는 비극을 맛보고 말았다.

#### 12-13 시즌
DFL-슈퍼컵 결승전에서 경기 후반 네벤 수보티치의 헤딩슛을 안정적으로 펀칭해내며 팀의 2-1 승리에 일조하였고, 노이어는 이적 후 첫 타이틀을 획득하는데 성공했다.
리가 28라운드 아인트라흐트 프랑크푸르트 원정에서 노이어는 바스티안 슈바인슈타이거의 선제골을 끝까지 지켜내는 슈퍼세이브를 연발하며 바이에른의 무실점 승리를 이끈다. 이 승리로 FC 바이에른 뮌헨은 분데스리가 역대 최단기간 우승기록을 갈아치우며 28라운드만에 분데스리가 챔피언에 등극한다.

2013년 5월 26일, 런던 웸블리 스타디움에서 다시 조우한 UEFA 챔피언스리그 결승전 보루시아 도르트문트와의 경기는 골키퍼간의 선방 대결로 불렸을 만큼 노이어와 로만 바이덴펠러의 전쟁이었다. 전반전 바이에른은 보루시아 도르트문트의 오버페이스로 나오는 압박에 주도권을 내주며 수많은 유효슈팅을 허용하지만 노이어는 이를 모두 선방해냈다. 전반 11분 로베르트 레반도프스키의 골문 구석을 향하는 중거리슛을 쳐낸것을 시작으로, 바로 1분 뒤 야쿠프 브와슈치코프스키의 골이나 다름 없던 페널티 박스 안에서의 슈팅을 동물적인 반사신경으로 쳐냈으며, 스벤 벤더의 페널티 박스 안에서 감아찬 것도 안정적으로 잡아냈다. 전반 23분 역습상황에서 나온 마르코 로이스의 중거리슛도 몸을 던져 쳐냈으며, 로베르트 레반도프스키와의 1대1 찬스도 환상적으로 막아냈다. 노이어의 활약에 힘입어 바이에른은 전반전을 무실점으로 마치는데 성공했고, 오버페이스로 나오며 강력한 압박을 가했으나 선제골을 얻는데 실패한 도르트문트는 차츰 체력적으로 바이에른에 밀리기 시작했다. 경기는 63분 마리오 만주키치가 선제골을 넣었으나 8분만에 일카이 귄도안이 페널티킥을 성공시키며 예상하기 힘든 기류로 흐른다. 로만 바이덴펠러의 연이은 선방에 바이에른도 결승골을 넣는데 애를 먹었으나 89분 아르연 로벤의 결승골에 힘입어 승리한다. 노이어는 생애 첫 빅이어를 드는데 성공한다.
2013년 6월 1일, 베를린 올림피아슈타디온에서 열린 DFB-포칼컵 결승전에서도 수차례 팀을 구해내는 세이브를 보여주었다. 팀은 3대2로 VfB 슈투트가르트를 격파하고 우승한다. 노이어는 바이에른으로 이적한지 2시즌만에 독일 구단 최초로 트레블 우승을 달성하는데 일조하였다. 리가 후반기와 DFB-포칼에서는 톰 슈타르케가 간혹 기용되기도 했으나 대부분 노이어가 지켰던 바이에른의 12-13시즌 실점은 53경기 31실점에 불과했다.

#### 13-14 시즌
노이어는 2013년 DFL-슈퍼컵에서 보루시아 도르트문트에게 패하며 시즌을 시작했다.
2013년 8월 30일, 2013년 UEFA 슈퍼컵에서 그는 첼시를 상대로 결정적인 페널티킥을 막아내며 승리를 거두면서 2012년 UEFA 챔피언스리그 결승전에서 패한 것에 대한 복수를 성공했다.
FIFA 클럽 월드컵에서 노이어는 팀이 결승전까지 진출하는 데 기여했고2014년 1월 7일 2013년 올해의 골키퍼로 선정되었다.이후 2014년 5월 2일, 노이어는 2019년 여름까지 바이에른 뮌헨과의 계약을 연장했다.

#### 14-15 시즌
노이어는 올해의 축구 선수 상을 수상하고 UEFA 올해의 팀에 선정되었으며 FIFA 발롱도르 3위를 차지하는 영광을 안게 되었다. 2014년 DFL-슈퍼컵에서 보루시아 도르트문트에게 패하며 시즌을 시작했다.

#### 15-16 시즌
2015-16 시즌은  2015 DFL-슈퍼컵에서 VfL 폴프스부르크를 상대로 1-1 무승부를 기록하면서 시작되었다.노이어는 분데스리가 34경기, 독일 컵 5경기, UEFA 챔피언스리그 11경기, 독일 슈퍼컵 컵 1경기에 출전해 총 51경기에 출전해 시즌을 마쳤고 2016년 4월 20일, 노이어는 바이에른과의 계약을 2021년까지 연장했다.

#### 16-17 시즌

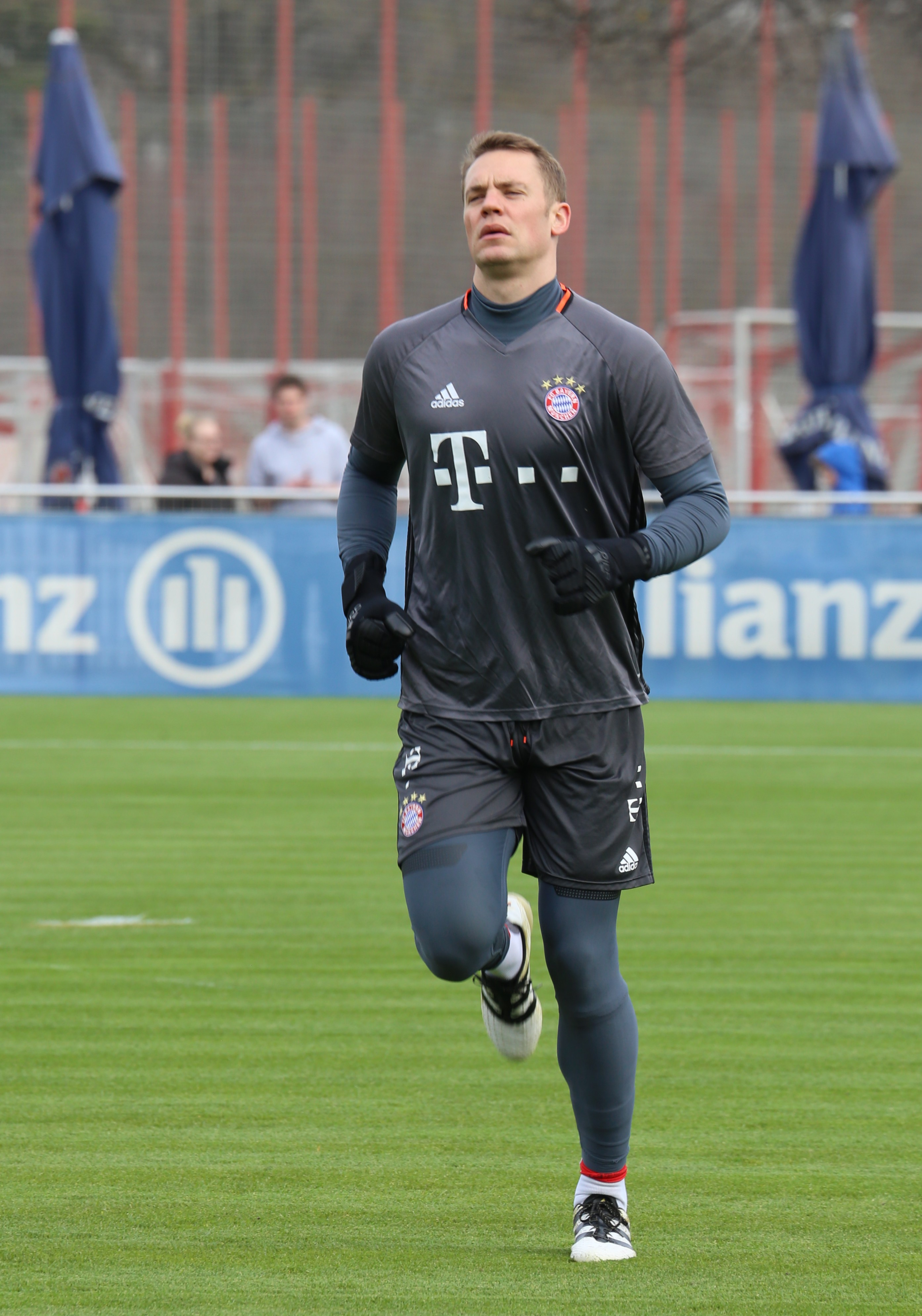
마누엘 노이어 (2017년)

FC 바이에른이 2016 DFL-슈퍼컵에서 보루시아 도르트문트를 상대로 2-0 승리하면서 3년 만에 우승을 차지하면서 긍정적인 시즌의 시작을 알렸고, 분데스리가 개막전에서도 FC 바이에른이 6-0으로 승리하면서 무실점을 유지했다.
2017년 7월 19일, 필리프 람의 은퇴 이후 노이어가 바이에른과 독일 대표팀의 새로운 주장이 될 것이라고 발표되었다.

#### 17-18 시즌

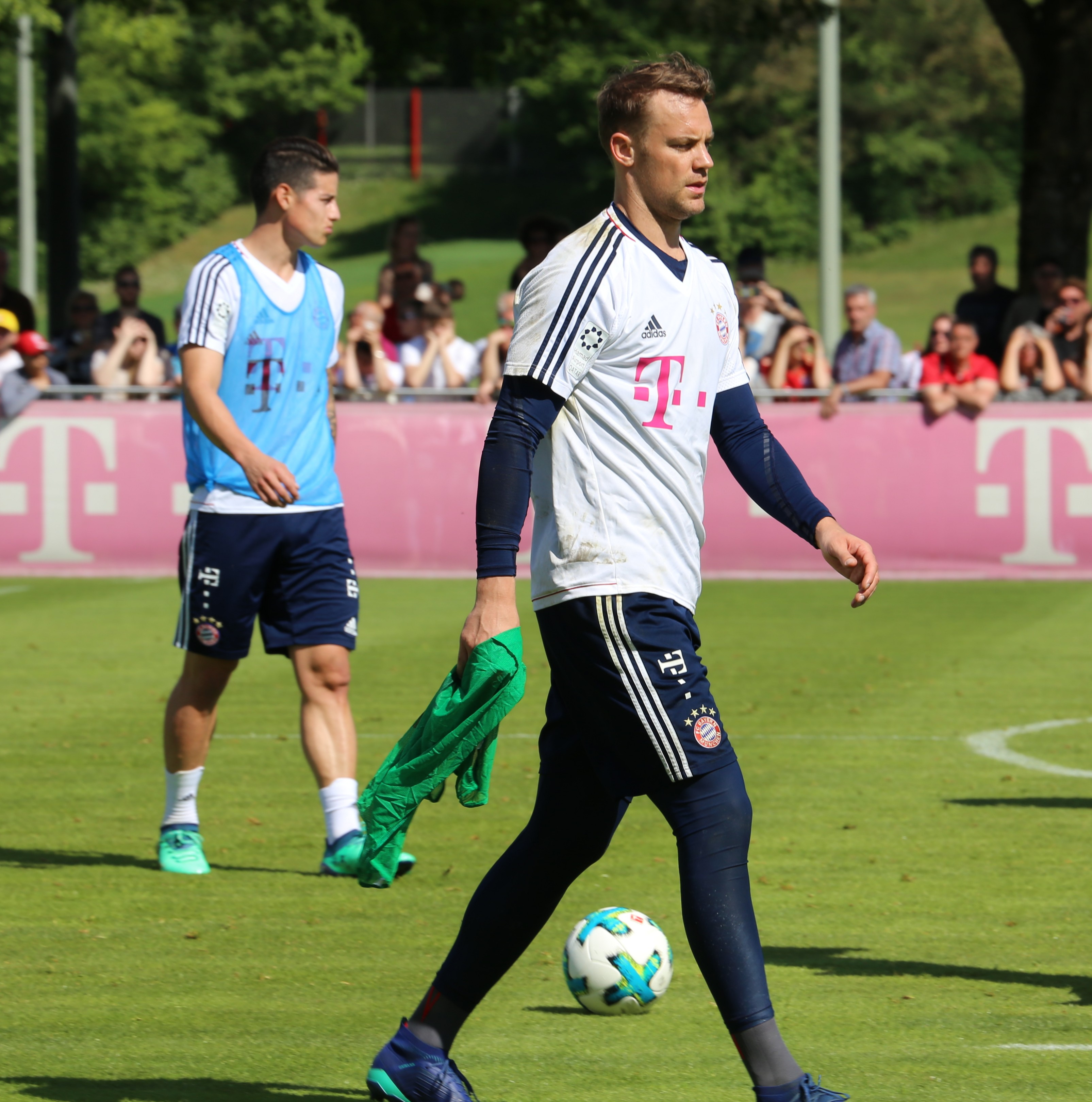

2017년 9월 13일, 노이어는 안더레흐트를 상대로 3-0으로 승리한 경기에 출전하며 챔피언스리그 경기에서 100번째 유럽 경기 출전 기록을 세웠다. 하지만 9월에 노이어는 같은 발에 또 다른 골절이 발생해 2018년 1월까지 출전이 불가능하다고 발표했다. 계속된 복귀 연기 끝에 2018년 4월 20일, 바이에른 뮌헨과의 팀 훈련에 다시 합류했다 노이어는 아인트라흐트 프랑크푸르트와의 DFB-포칼 결승전에서 부상을 당한 이후 처음으로 명단에 이름을 올렸다 노이어는 분데스리가 3경기, 챔피언스리그 1경기로 시즌을 마무리했다.

#### 18-19 시즌
2018년 8월 12일, 노이어는 시즌 첫 경기에서 주장직을 맡으며 아인트라흐트 프랑크푸르트를 5-0으로 꺾고 2018 DFL-슈퍼컵에서 우승하며 시즌을 시작했다. 8월 24일, 노이어는 호펜하임과의 시즌 개막전에서 바이에른의 주장직을 맡아 341일 만에 첫 분데스리가 경기를 치렀다.2019년 4월 14일, 노이어는 포르투나 뒤셀도르프와의 분데스리가 경기에서 왼쪽 종아리 근육 섬유가 찢어지는 부상을 입어 잠시 동안 경기에 출전하지 못하게 되었다.
2019년 5월 18일, 노이어는 바이에른이 도르트문트보다 승점 2점 앞서며 7년 연속 분데스리가 우승을 차지했다. 일주일 후, 노이어는 부상에서 돌아와 2019년 DFB-포칼 결승전에서 바이에른이 RB 라이프치히를 3-0으로 꺾으면서 다섯 번째 DFB-포칼 우승을 차지했고 분데스리가 26경기, 독일 컵 3경기, 챔피언스리그 8경기로 시즌을 마무리했다.

#### 19-20 시즌
노이어의 2019-20 시즌은 2019년 8월 3일 독일 슈퍼컵에서 보루시아 도르트문트에게 2-0으로 패하면서 시작되었다. 2020년 5월 21일, 노이어는 바이에른과 새로운 계약을 체결하여 2023년까지 구단에 머물게 되었다. 8월 23일, 노이어는 바이에른 소속으로 두 번째로 챔피언스 리그 우승을 차지했고, 바이에른 주장으로서는 첫 우승을 차지했으며, 그의 팀이 PSG를 상대로 1-0으로 승리하면서 무실점을 유지하며 우승에 큰 공헌을 했다다. 그는 플레이는 널리 칭찬을 받았으며, 분데스리가 33경기, 독일 컵 6경기, UEFA 챔피언스리그 11경기에 출전해 시즌을 마무리했다.

#### 20-21 시즌

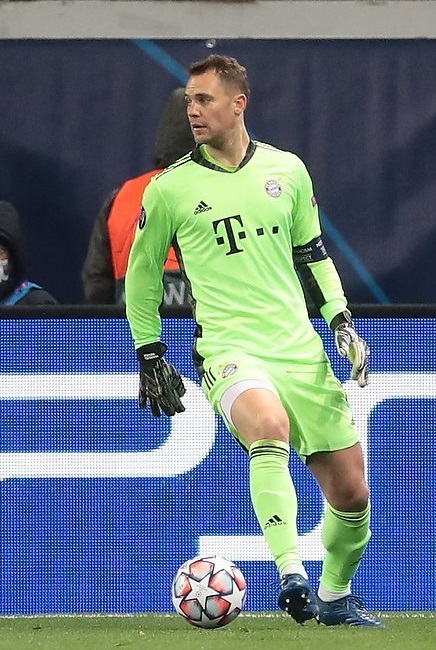
마누엘 노이어 (2020년)

2020년, 노이어는 독일 슈퍼컵에서 팀의 우승에 기여했다. 2020년 10월 21일, 노이어는 UEFA 챔피언스리그 2020-21에서 아틀레티코 마드리드를 상대로 4-0으로 승리하며 바이에른 소속으로 394경기에서 200번째 클린 시트를 달성하며 제프 마이어(651경기 199클린시트)의 기록을 넘어섰다, 2021년 8월 28일, 노이어는 분데스리가에서 441경기 205번째 클린시트를 기록하여 올리버 칸의 557경기에서 204클린시트 기록까지 경신했다.

#### 21-22 시즌

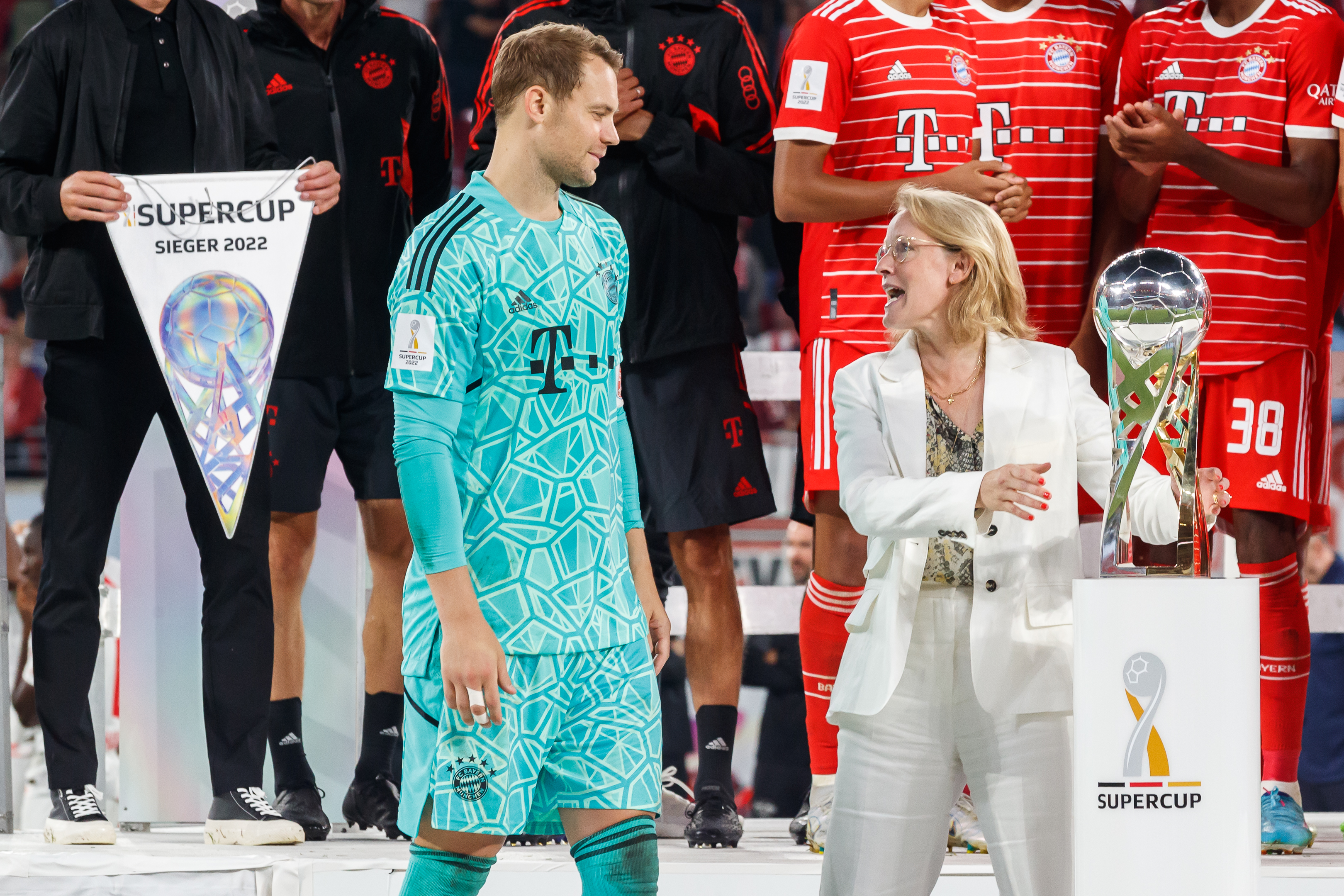

노이어의 300번째 분데스리가 승리는 2021년 10월 23일 그의 447번째 분데스리가 경기에서 이루어졌다. 바이에른은 2021-22시즌 동안 3경기를 남기고 분데스리가에서 우승했고 시즌이 끝난 후 노이어는 바이에른 뮌헨과의 계약을 2024년까지 연장했다.

#### 22-23 시즌
2022년 12월 9일, 노이어는 자신의 인스타그램에서 바이에른주 슈피칭제의 로스코프 봉우리에서 스키를 타다가 오른쪽 다리 정강뼈와 종아리뼈가 부러지는 부상을 입었지만 수술을 성공적으로 마쳤다고 발표했고 바이에른 뮌헨은 그가 2022-23 시즌이 끝날 때까지 노이어가 경기에 나설 수 없게 되었다고 발표했다. 노이어는 다리 골절이 나은 후 실력을 회복하기 위해 개인 훈련과 집중 회복 훈련을 진행했고, 바이에른 뮌헨은 그의 공백을 메우기 위해 보루시아 묀헨글라트바흐로부터 얀 조머를 영입했다.
2023년 5월 12일, 바이에른 뮌헨은 노이어가 개인 훈련을 마치고 팀 훈련장에 복귀했다고 발표했다.

## 국가대표팀 경력

### 연령별 국가대표팀
다양한 연령대의 국가대표팀을 거친 그는 2006년 8월 15일에 네덜란드를 상대로 U-21 국가대표팀 데뷔전을 치루었다. 그는 스웨덴에서 열린 2009년 UEFA U-21 챔피언쉽을 4강에서 이탈리아를 상대로 마리오 발로텔리의 두 번의 강력한 프리킥을 모두 선방해냈고, 결승전에서 잉글랜드를 상대로도 클린시트를 기록하며, 4-0 스코어로 승리하였다.

### 2010년 FIFA 월드컵
2009년 5월 19일, 노이어는 아시아 투어를 위해 독일 성인 국가대표팀에 처음으로 차출되었다. 그는 6월 2일 아랍에미리트와의 아시아 투어 친선경기에서 데뷔전을 치루었다. 그는 코트디부아르와의 11월 친선경기에도 출전하였고, 이 경기는 2-2 무승부로 종료되었다. 그는 첫 번째 골을 실점한 것에 대해 자책하였으나, 요아힘 뢰프 감독은 그를 책망하였고, 오히려 그가 사퇴 할 것을 촉구하였다.
2009년 11월, 로베르트 엥케의 별세로 인해 그는 레네 아들러의 백업 골키퍼로 승격되었다. 그러나, 아들러 또한 갈비뼈에 중상을 당하여 2010년 FIFA 월드컵에 참여하지 못하게 되었다. 그에 따라, 노이어는 대회 기간동안 팀 비제와 한스외르크 부트를 백업으로 둔 독일의 주전 골키퍼가 되었다.
노이어는 남아프리카 공화국에서 열린 월드컵에서 23인 엔트리에 들었고, 등번호 1번을 받게 되었다. 독일은 이 대회의 죽음의 조로 불리는 D조에 편성되었는데, 노이어는 세르비아와의 2차전에서 밀란 요바노비치의 근거리 슈팅에 실점한 것을 제외하면, 단 한골도 내주지 않았다. 그는 잉글랜드와의 16강전에서 미로슬라프 클로제의 선제골을 어시스트하였고, 프랭크 램파드의 쇄도 슈팅과 후반 막판 스티븐 제라드의 회심의 슛을 선방해냈다. 독일은 이 경기에서 4-1 대승을 거두었다.
우루과이와의 3위 결정전에서 그는 국가대표팀의 마지막 고별 경기를 치르는 한스외르크 부트에게 선발 자리를 양보하였다.

### UEFA 유로 2012

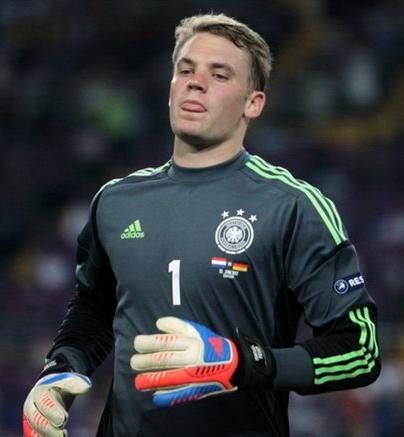

그는 UEFA 유로 2012의 예선전에서 1분 1초도 빠지지 않고 출전하였는데, 독일은 예선전에서 10전 10승이라는 경이로운 성적을 내며 조 1위로 본선을 통과하였다. 터키와의 원정경기에서 3-1 승리를 거둔 후, 그는 놀라운 성과를 보인 것에 대해 찬사를 들었다. 그는 하미트 알튼토프의 근거리 발리슛을 막아내었고, 그 후 토마스 뮐러의 발까지 재빨리 공을 하프라인을 너머 던졌고, 뮐러는 마리오 고메스의 선제골을 어시스트하였다. 노이어는 이후 두 번째골을 어시스트하였다. 터키가 계속해서 압박하는 와중에 그는 마리오 괴체에게 멀리 패스하였고, 이후 토마스 뮐러는 괴체의 패스를 받아 페널티 박스 한쪽 구석에서 득점을 올렸다.
천적 이탈리아에게 전반에만 마리오 발로텔리에게 헤딩골과 1대1 찬스에서 실점하며 독일은 2대 1로 패했고, 결승진출행이 좌절되며 많은 자국 팬들의 비난에 시달리기도 했다.

### 2014년 FIFA 월드컵

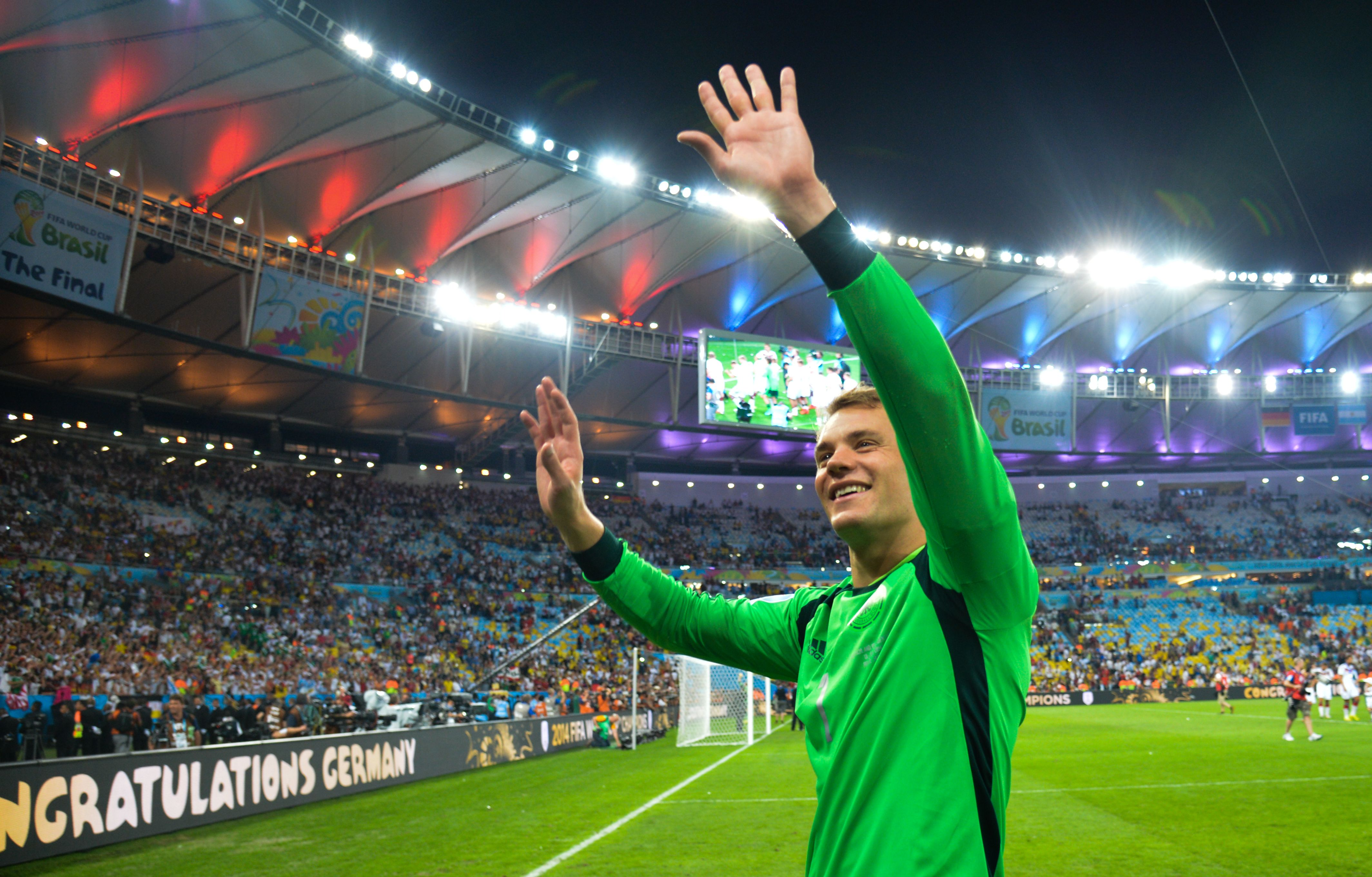

노이어의 "스위퍼 키퍼" 플레이 스타일은 그를 2014년 FIFA 월드컵의 다른 골키퍼들과 차별회되었다. 이 플레이 스타일은 그의 팀 동료들이 상대 진영에서 깊은 압박을 가할 수 있게 해주었다고 평가 받는다. 게다가, 골문을 나와서 상대 공격수들에게 돌진하는 노이어의 방식은 공격수들이 자주 슛을 놓치게 했다. 노이어를 팀의 '11번째 필드 선수'로 만들어준 사람은 당시 바이에른 뮌헨 감독 펩 과르디올라로 평가된다.
포르투갈과 미국과의 조별 리그 경기에서 무실점을 유지한 노이어는 16강에서 연장전 끝에 알제리와의 경기에서 뛰어난 활약을 펼쳤고, 이때 그는 역습을 위해 스위퍼 키퍼로 출전해야 했다. 그는 1-0으로 패한 프랑스와의 8강전에서 자신의 세 번째 월드컵 클린시트를 기록했다. 준결승에서 노이어는 독일이 개최국 브라질을 7-1로 꺾은 경기에서 후반 골을 허용했다
7월 13일, 아르헨티나와의 FIFA 월드컵 결승전에서 노이어는 수비 상황에서의 큰 활약은 보이지 않았지만, 그럼에도 불구하고 곤살로 이과인과 로드리고 팔라시오의 공격에 대응해 페널티 지역 수비 라인을 잘 조율했다. 독일은 연장전에서 마리오 괴체의 골에 힘입어 결국 아르헨티나를 1-0으로 이겼다. 노이어는 토너먼트 최고의 골키퍼에게 주어지는 골든 글러브 상을 수상했고 노이어는 또한 리오넬 메시(242개), 베슬리 스네이더(242개), 토마스 뮐러(221개) 등 필드 선수들보다 많은 244개의 패스를 기록하며 토너먼트를 마쳤다.

### UEFA 유로 2016
2016년 5월 31일, 노이어는 UEFA 유로 2016에 참가할 독일의 최종 23인 명단에 포함되었다. 노이어는 지역예선에서 폴란드에게 0-2, 아일랜드에게 0-1로 각각 패했다. 하지만 본선에 진출한 이후에는 달라져서 우크라이나, 폴란드, 북아일랜드를 상대로 한 세 번의 조별 예선 경기에서 무실점을 기록했고 슬로바키아와의 16강전에서도 클린시트를 유지했다. 2016년 7월 2일, 8강전에서 레오나르도 보누치의 페널티킥으로 이탈리아를 상대로 골을 허용했다. 노이어는 557분 동안 메이저 대회에서 무실점하며 신기록을 세웠다. 이전 기록 보유자는 제프 마이어(Sepp Maier)로 481분 동안 한 골도 내주지 않았다. 연장전 이후 1-1 무승부로 경기는 승부차기로 이어졌고, 노이어는 보누치의 슛을 포함해 2개의 킥을 막아내며 독일의 6-5 승리를 도왔다. 노이어는 이러한 활약으로 MOM에 선정되었다.

### 2018년 FIFA 월드컵
예선이 시작되기 전인 2016년 9월 1일, 노이어는 바스티안 슈바인슈타이거가 국가대표팀에서 은퇴한 후 국가대표팀의 새로운 주장으로 임명되었다. 2018년 5월 15일, 노이어는 2017년 9월 두 번째 발 골절 이후 경기에 출전하지 않았음에도 불구하고 2018 FIFA 월드컵 독일의 27인 예선 명단에 포함되었다. 6월 2일, 노이어는 클라겐푸르트에서 오스트리아에게 2-1로 친선 패배한 경기에 부상 이후 처음으로 출전했다. 6월 4일, 노이어는 월드컵 최종 23인 명단에 포함되었다. 6월 17일, 노이어는 멕시코에 1-0으로 패한 월드컵 개막전에서 처음으로 주장직을 맡았다. 6월 23일, 노이어는 조별 예선 2차전에서 스웨덴을 상대로 여러 차례 선방을 펼치며 팀의 2-1 승리에 기여했다. 조별 예선 마지막 경기에서 독일은 간단하게 대한민국을 이기기만 하면 16강에 진출하는 것이었다. 반면, 상대팀인 대한민국은 독일을 이기고도 멕시코가 스웨덴을 이겨야만 16강에 진출할 수 있었다. 그러나 독일이 대한민국을 상대로 0-1로 밀리자 노이어는 스스로 포지션을 윙어로 바꾼 뒤 대한민국 진영 깊숙히 침투했고, 그 결과 독일 진영이 완전히 텅 비게 되어 손흥민에게 추가골을 쉽게 헌납하게 되었으며 독일은 결국 대한민국 에게 2-0으로 패해 토너먼트에서 탈락하게 되었다.

### UEFA 유로 2020
2019년 6월 11일, 독일의 UEFA 유로 2020 예선 에스토니아를 상대로 8-0으로 승리한 경기에서 노이어는 국가대표팀 통산 37번째 클린시트를 유지하며 제프 마이어가 세운 기록을 경신했다. 2021년 5월 19일, 노이어는 UEFA 유로 2020의 팀에 선정되었다.
2021년 6월 7일, 그는 라트비아와의 친선 경기에서 국가대표팀 100번째 출전 기록을 달성했고, 이 기록을 달성한 최초의 독일 골키퍼가 되었다.

### 2022년 FIFA 월드컵

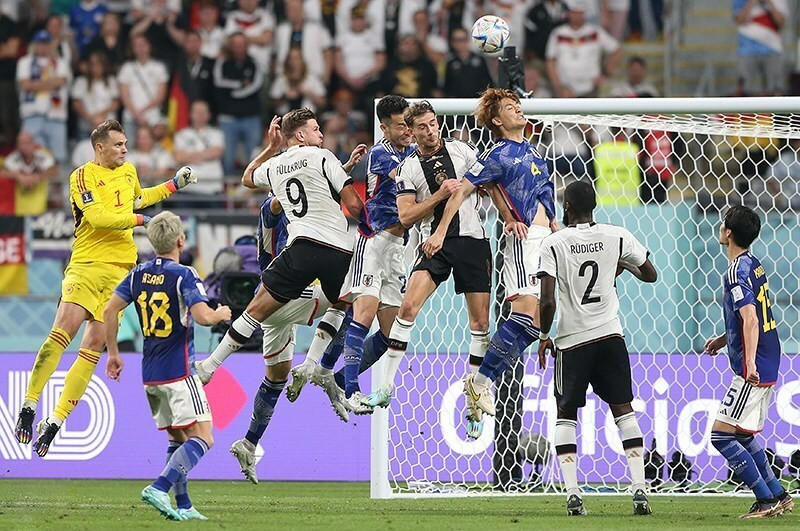

노이어는 2022년 카타르 월드컵에 참가할 독일 대표팀에 소집됐다. 이로써 그는 4회 연속 월드컵에 출전한 최초의 독일 골키퍼가 되었다. 12월 1일, 그는 19번째 월드컵 출전으로 제프 마이어와 브라질의 클라우디오 타파렐의 18경기 출전 기록을 모두 포함하여 이전 골키퍼 기록을 경신했다. 조별 예선 첫 경기에서 일본을 깔보다가 아사노 타쿠마에게 실점한 것이 원인이 되어 패배한 반면, 옆 경기장에서는 스페인이 코스타리카를 7-0으로 대승하는 바람에 단 1경기만 끝났음에도 독일은 경우의 수를 따져야 활 정도로 비참해졌다. 스페인(최소 1승 1무)을 이기지 못할 경우, 일본(2승)이 코스타리카(2패)를 이기면 독일(최대 1무 1패)은 뭘 해도 탈락인 상황이었다. 독일(1무 1패)은 스페인(1승 1무)전에서 비겼으나 코스타리카(1승 1패)가 일본(1승 1패)을 이겨서 독일에게는 아직 기회가 남게 되었다. 조별 예선 마지막 경기에서 독일은 코스타리카를 8-0 이상의 압승으로 이겨야만 16강에 올라가는, 암담한 상황에 몰렸다. 그래서 독일(득실 +1)은 코스타리카를 4-2로 이겼음에도 불구하고, 일본이 스페인(득실 +6)을 2-1로 꺾고 스페인에게 5골이 부족해, 골득실차로 밀린 탓에 3위를 차지하면서 2회 연속 월드컵 조별 예선 진출에 실패했다.

### UEFA 유로 2024
독일이 개최국이라서 독일 축구 국가대표팀은 지역예선을 면제 받았지만 독일이 평가전에서 일본에게 1-4로 대패를 당하는 일이 발생했다. 이로 인해 그 동안 감독을 하던 한지 플리크가 경질되었으며, 후임으로 들어온 감독이 부상으로 선수 생활을 일찍 은퇴한 율리안 나겔스만이다. 율리안 나겔스만이 부임하는 바람에 노이어는 자신보다 나이가 어린 감독을 모시게 되는, 축구 선수로서는 보기 드문 진풍경을 경험했다.

## 플레이 스타일

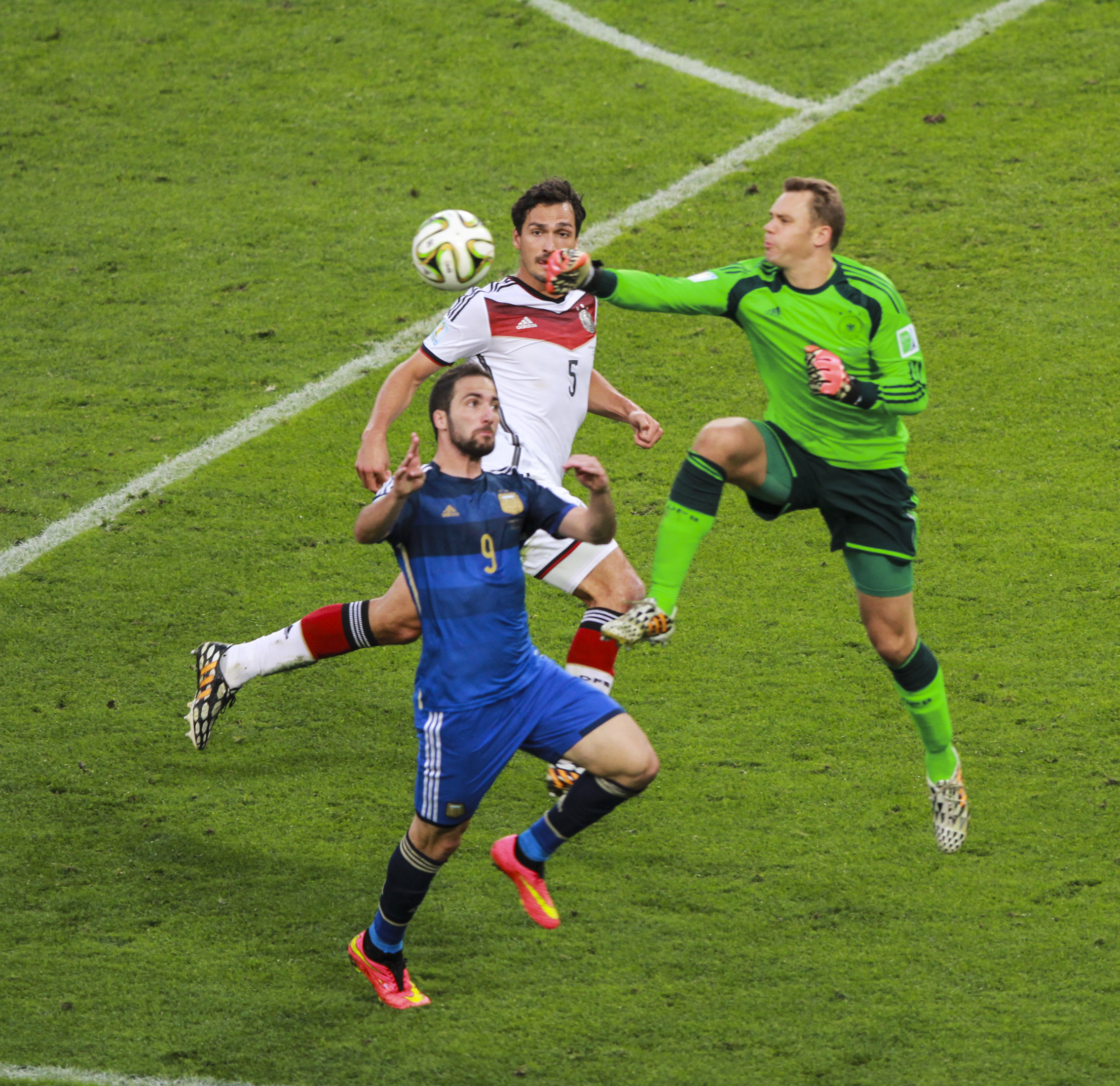
2014 FIFA 월드컵 결승전 당시 골문을 비운 채 수비하는 노이어

언론에서 현재 세계 최고의 골키퍼이자 그의 세대와 역대 최고의 골키퍼 중 한 명으로 간주되는 노이어는완벽하고 현대적인 골키퍼로 널리 알려져 있다. 일부 전문가들은 그를 현대 최고의 골키퍼로 평가하면서 "야신 이후 최고의 골키퍼"라고 덧붙였다.

키가 크고 운동 능력이 뛰어나며 신체적으로 강한 선수인 노이어는 속도, 체력, 평정심, 집중력 및 정신력은 물론 주어진 상황에 적응할 수 있는 능력으로 인해 이전 선수들과 전문가들로부터 찬사를 받았다.  그는 특히 뛰어난 반사 신경, 선방 능력, 민첩성, 속도, 발놀림은 물론 핸들링, 게임 읽기 능력 등으로 유명하다. 이를 통해 그는 자신의 주위를 효과적으로 통제할 수 있다. 상황에 따라 그는 상대 선수가 오프사이드 트랩이나 수비 라인을 무너뜨리고 공격해 올 때를 미리 예측하고 빠르게 골대 밖으로 돌진함으로써 본질적으로 스위퍼 역할을 수행하는 경우가 많다. 이 분야에서의 그의 기술, 속도 및 의사 결정은 그의 팀이 높은 수비 라인을 유지할 수 있게 해준다. 그의 독특한 플레이 스타일로 인해 노이어는 "스위퍼 키퍼"로 묘사되었으며 현대 골키퍼의 역할에 혁명을 일으킨 공로를 인정 받았다. 그는 또한 포스트 사이의 위치와 일대일 상황에서의 능력으로 전문가들로부터 칭찬을 받았고, 페널티킥을 막는 데에도 장점을 보인다.
어린 시절 필드 플레이였던 노이어는 골키퍼 능력 외에도 뛰어난 볼 컨트롤과 손과 발을 사용한 정확한 공 분배로 칭찬을 받았다. 그의 넓은 커버 범위와 빌드업 능력을 통해 그는 팀의 빠른 역습을 시작할 수 있게 해준다. 또한 그는 원한다면 독일 3부 리그에서 센터백으로 뛸 수 있다고 말했다. 리더십과 골문 앞에서의 존재감으로 인해 수비수들과의 소통과 팀의 수비라인 구성에도 뛰어나며, 2015년, 잔루이지 부폰은 노이어를 그의 시대 최고의 골키퍼로 묘사했다.
축구에서 골키퍼 위치 발전에 있어 그의 플레이 스타일과 역할에 대한 찬사에도 불구하고, 노이어는 규칙 위반 여부에 관계없이 자신의 박스 안에서 상대의 공격 동작에 반사적으로 항의하는 듯한 동작으로 인해 독일 언론으로부터 비판을 받았다. 특히 심판에게 경고하기 위해 순간적으로 팔을 들어올리는 그의 성향은 독일 언론에서 Reklamierarm(항의의 팔)이라는 단어를 탄생시키는 계기가 됐다.
또한 골키퍼가 아닌 필드 플레이어로서의 능력 역시 뛰어나며 골키퍼 이외의 포지션에서는 윙어로서의 능력이 매우 뛰어나다. 하지만 이게 되려 노이어의 단점으로, 골키퍼가 타 포지션에 능하다는 것은 그만큼 골키퍼로서의 집중도가 떨어진다는 말도 되기 때문이다. 실제로도 노이어는 윙어로서의 뛰어난 능력이 되려 독이 되었는데 그게 바로 카잔의 기적이었다. 대한민국에게 0-1로 뒤지고 있자 노이어는 제멋대로 포지션을 윙어로 바꾼 뒤 골대를 비우고 하프라인을 넘어와 계속 조현우 골키퍼를 향해 골을 노렸다. 이것은 정말 큰 실수로 이 때문에 독일 진영이 완전히 텅 비게 되었으며 이를 노린 손흥민이 주세종의 패스를 받아 아무도 없는 독일 진영으로 미친듯이 공을 몰고 달려가 아무도 지키지 않는 빈 골대에 골을 넣어서 독일의 조별리그 탈락에 쐐기를 박았다.

## 사생활
노이어는 메수트 외질을 비롯한 여러 주요 선수들을 배출한 게잠츌레 베어거 펠트를 졸업하였다. 그의 형제 마르셀은 현재 페어반츨리가의 심판으로 활동하고 있다. 그는 고작 2세의 나이에 축구를 시작하였다. 1991년 3월 3일, 그는 그의 5번째 생일을 24일 앞두고 첫 축구경기를 치루었다. 노이어의 어린 시절 우상은 같은 독일 국적이자 전 샬케 골키퍼였던 옌스 레만이다.
2011년 11월, 노이어는 누가 백만장자가 되길 원합니까? (Wer wird Millionär?) 라는 프로그램에서 €500,000의 상금(한화로 약 6억5천만원)을 획득하였다.

## 경력 통계
2023년 6월 30일
| 클럽 경력             | 클럽 경력             | 클럽 경력             | 리그 | 리그 | 컵   | 컵 | 클럽대항전 | 클럽대항전 | 기타 | 기타 | 합계 | 합계 |
| 시즌                  | 클럽                  | 리그                  | 출장 | 골   | 출장 | 골 | 출장       | 골         | 출장 | 골   | 출장 | 골   |
| --------------------- | --------------------- | --------------------- | ---- | ---- | ---- | -- | ---------- | ---------- | ---- | ---- | ---- | ---- |
| 2006–07               | 샬케 04               | 푸스발-분데스리가     | 27   | 0    | 0    | 0  | 0          | 0          | 3    | 0    | 27   | 0    |
| 2007–08               | 샬케 04               | 푸스발-분데스리가     | 34   | 0    | 3    | 0  | 10         | 0          | 0    | 0    | 47   | 0    |
| 2008–09               | 샬케 04               | 푸스발-분데스리가     | 27   | 0    | 2    | 0  | 5          | 0          | 0    | 0    | 34   | 0    |
| 2009–10               | 샬케 04               | 푸스발-분데스리가     | 34   | 0    | 5    | 0  | -          | -          | 0    | 0    | 39   | 0    |
| 2010–11               | 샬케 04               | 푸스발-분데스리가     | 34   | 0    | 6    | 0  | 12         | 0          | 1    | 0    | 52   | 0    |
| FC 샬케 04 합계       | FC 샬케 04 합계       | FC 샬케 04 합계       | 156  | 0    | 16   | 0  | 27         | 0          | 4    | 0    | 199  | 0    |
| 2011–12               | 바이에른 뮌헨         | 푸스발-분데스리가     | 33   | 0    | 5    | 0  | 14         | 0          | 0    | 0    | 52   | 0    |
| 2012-13               | 바이에른 뮌헨         | 푸스발-분데스리가     | 31   | 0    | 5    | 0  | 13         | 0          | 1    | 0    | 50   | 0    |
| 2013-14               | 바이에른 뮌헨         | 푸스발-분데스리가     | 31   | 0    | 5    | 0  | 12         | 0          | 3    | 0    | 51   | 0    |
| 2014-15               | 바이에른 뮌헨         | 푸스발-분데스리가     | 32   | 0    | 5    | 0  | 12         | 0          | 1    | 0    | 50   | 0    |
| 2015-16               | 바이에른 뮌헨         | 푸스발-분데스리가     | 34   | 0    | 5    | 0  | 11         | 0          | 1    | 0    | 51   | 0    |
| 2016-17               | 바이에른 뮌헨         | 푸스발-분데스리가     | 26   | 0    | 4    | 0  | 9          | 0          | 1    | 0    | 40   | 0    |
| 2017-18               | 바이에른 뮌헨         | 푸스발-분데스리가     | 3    | 0    | 0    | 0  | 1          | 0          | 0    | 0    | 4    | 0    |
| 2018-19               | 바이에른 뮌헨         | 푸스발-분데스리가     | 26   | 0    | 3    | 0  | 8          | 0          | 1    | 0    | 38   | 0    |
| 2019-20               | 바이에른 뮌헨         | 푸스발-분데스리가     | 33   | 0    | 6    | 0  | 11         | 0          | 1    | 0    | 51   | 0    |
| 2020-21               | 바이에른 뮌헨         | 푸스발-분데스리가     | 33   | 0    | 1    | 0  | 8          | 0          | 4    | 0    | 46   | 0    |
| 2021-22               | 바이에른 뮌헨         | 푸스발-분데스리가     | 28   | 0    | 1    | 0  | 9          | 0          | 1    | 0    | 39   | 0    |
| 2022-23               | 바이에른 뮌헨         | 푸스발-분데스리가     | 12   | 0    | 0    | 0  | 3          | 0          | 1    | 0    | 16   | 0    |
| 2023-24               | 바이에른 뮌헨         | 푸스발-분데스리가     | 20   | 0    | 1    | 0  | 8          | 0          |      |      | 29   | 0    |
| FC 바이에른 뮌헨 합계 | FC 바이에른 뮌헨 합계 | FC 바이에른 뮌헨 합계 | 342  | 0    | 41   | 0  | 122        | 0          | 15   | 0    | 517  | 0    |
| 경력 합계             | 경력 합계             | 경력 합계             | 524  | 0    | 57   | 0  | 146        | 0          | 19   | 0    | 746  | 0    |

## 수상

#### FC 샬케 04
- DFB-포칼 : 우승 (2010-11)
- DFB-리가포칼 : 우승 (2005)

#### FC 바이에른 뮌헨
- 분데스리가 : 우승 (2012-13, 2013-14, 2014-15, 2015–16, 2016–17, 2017–18, 2018–19, 2019–20, 2020–21, 2021–22, 2022-23)
- DFB-포칼 : 우승 (2012-13, 2013–14, 2015–16, 2018–19, 2019–20)
- DFL-슈퍼컵 : 우승 (2012, 2016, 2017, 2018, 2020, 2021, 2022)
- UEFA 챔피언스리그 : 우승 (2012-13, 2019-20)
- UEFA 슈퍼컵 : 우승 (2013, 2020)
- FIFA 클럽 월드컵 : 우승 (2013, 2020)

#### 독일
- UEFA U-21 유로 : 우승 (2009)
- FIFA 월드컵 : 우승 (2014), 3위 (2010)

### 개인
- 발롱도르 : 3위 (2014), 7위 (2015)
- UEFA 올해의 선수 : 2위 (2014), 3위 (2020), 8위 (2016)
- 독일 올해의 선수 : 2011, 2014
- 독일 대표팀 올해의 선수 : 2020
- UEFA 올해의 팀 : 2013, 2014, 2015, 2020
- FIFA/FIFPro 월드 베스트 XI : 2013, 2014, 2015, 2016
- 더 베스트 FIFA 남자 골키퍼 : 2020
- UEFA 유로 올스타팀 : 2012
- UEFA 챔피언스리그 결승전 MoM : 2013
- UEFA 챔피언스리그 시즌의 스쿼드 : 2013–14, 2015–16, 2019–20
- UEFA 챔피언스리그 최우수 골키퍼 : 2019-20
- VDV 올해의 팀 : 2009-10, 2010-11, 2012-13, 2013-14, 2014-15, 2015-16, 2016-17, 2019-20, 2020-21
- 분데스리가 올해의 팀 : 2012–13, 2013–14, 2014–15, 2015–16, 2016–17, 2020–21, 2021–22
- 키커 분데스리가 올해의 팀 : 2010–11, 2019–20, 2020–21
- 키커 올해의 골키퍼 : 2006–2007, 2010–11, 2013–14, 2014–15, 2015–16, 2016–17, 2019–20, 2020–21, 2021–22
- ESM 유럽 최우수 골키퍼 : 2011, 2013, 2014, 2015, 2020
- ESM 올해의 팀 : 2011–12, 2012–13, 2014–15
- 발롱도르 드림팀 브론즈 : 2020
- 프리츠 발터 은메달: 2005 (U-19 부문)
- AIPS 올해의 운동선수 : 2014
- AIPS 유럽 올해의 운동선수 : 2014
- 겔젠키르헨 올해의 운동선수 : 2005, 2009, 2010

#### 국가대표
- FIFA 월드컵 올스팀 : 2010, 2014
- FIFA 월드컵 골든 글러브, 드림팀 : 2014
- UEFA 유로 올스타팀 : 2012
- UEFA U-21 유로 최우수 골키퍼 : 2009
- UEFA 유로 U-21 역대 베스트
- 독일 대표팀 올해의 선수 : 2020

#### 훈장
- 은월계잎 상: 2010[127], 2014
- 노르트라인베스트팔렌 공로장 : 2019
- 바이에른 공로장 : 2021

## 같이 보기
- A매치 100경기 이상 출전한 축구 선수 명단

## 참고 자료
1. ↑  See[99][100][101][102][103][104][105][106][107][108][109][110][111][112][113][114][115][116][117][118][119][120]